# Mithra

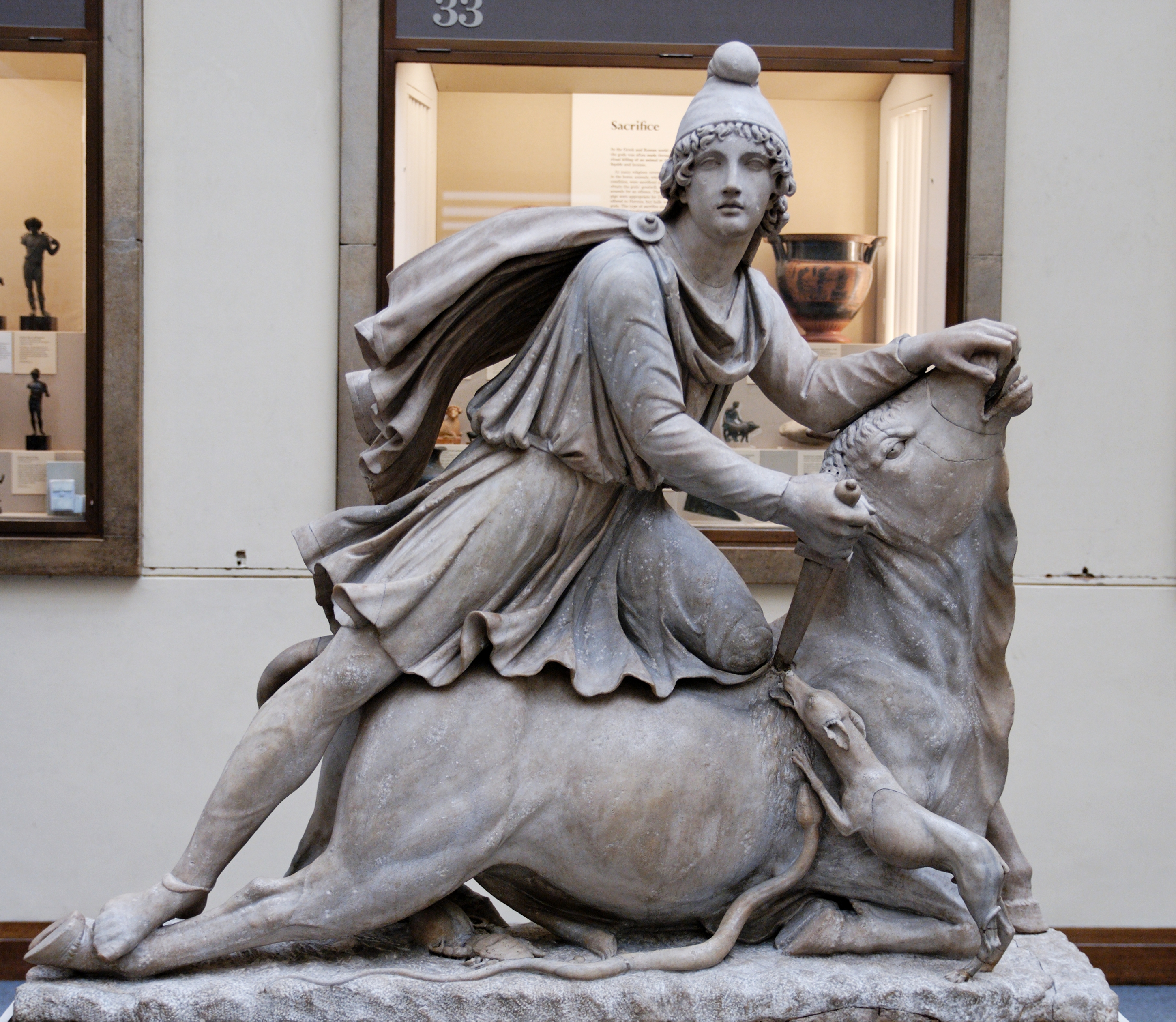
Mithra sacrificând taurul.

Mithra (Miθra), (persană, مهر, میترا sau میثره) este zeul luminii din mitologia persană. Numele său înseamnă "Soarele nebiruit" și conform religiei zoroastriene este conducătorul grupului de zei Yazatas. Considerat uneori ca fiu al lui Ahura Mazda, el luptă contra forțelor răului conduse de Angra Maynu. Ca zeu al sincerității și al loialității, numele lui Mithra apare în timpul legământului și depunerii jurământului.

## În tradiții
Acest zeu s-a născut după unele legende dintr-o piatră sau dintr-o fecioară în ziua de 25 decembrie, când păstorii din ținut au venit să i se închine. El a capturat taurul divin pe care l-a sacrificat pentru a organiza un banchet alături de soare. Din sângele taurului se spune că au apărut toate plantele și animalele folositoare omului. Străbatând ziua cerul, Mithra vede și aude totul din cer sau de pe pamânt întrucât el are 10.000 de ochi și 1000 de urechi. El este înarmat cu o măciucă de lemn ferecat cu care alungă demonii (alegorie pentru nori) ce năvălesc spre el. În Iranul arhaic, Mithra era o divinitate de prim rang. Îi erau consacrate ca simbol și emblemă crizantemele, trandafirii și era zeul suprem al oștirilor.
La inițiere novicele era adus în mod ritual legat la ochi și de mâini apoi legăturile erau tăiate, semnificând eliberarea față de influențele negative ale lumii, apoi era încoronat cu coroana lumii, inițiatul trebuia să o refuze spunând că Mithra este coroana lui.

## Cultul lui Mithra

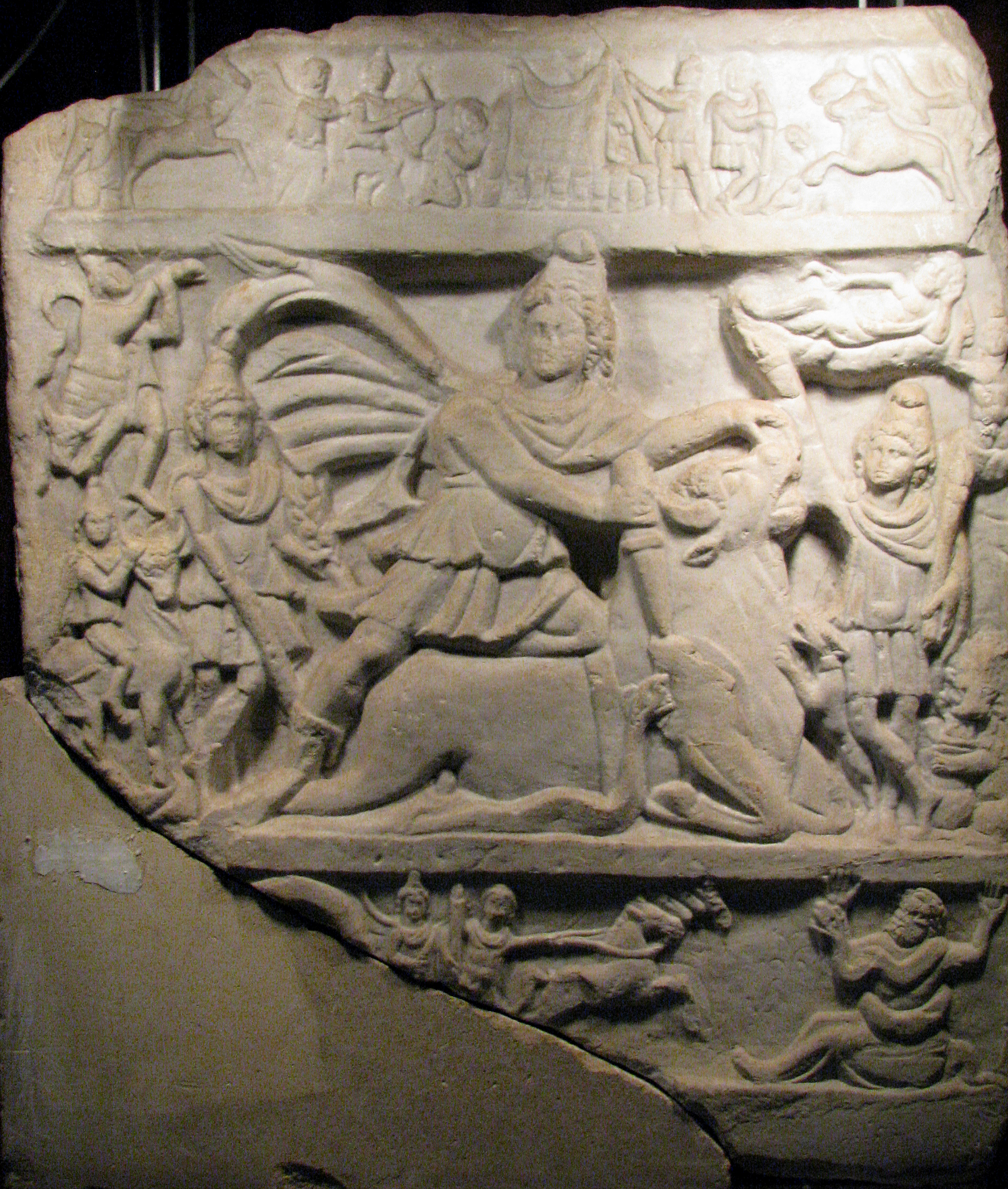
Mithra
(Muzeul Naţional al Unirii Alba Iulia)

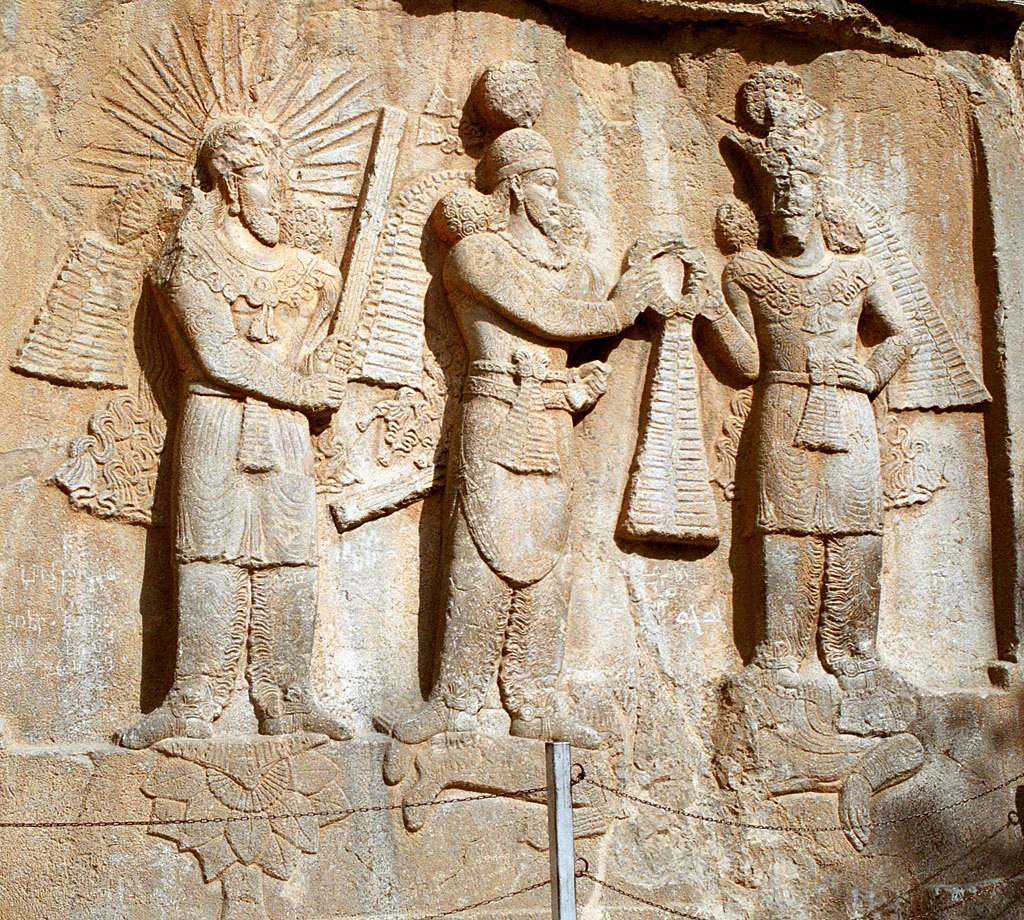
Investitura împăratului sasanizilor Ardashir I sau al II-lea (secolul 3, basorelief la Taq-e Bostan, Iran). În stânga se află Mithra cu raze în jurul capului și cu sabia ridicată, sfințind investitură. În dreapta este zeul suprem Ahura Mazda. Culcat: împăratul roman mort Iulian

Cultul lui Mithra a fost introdus de regele persan Artaxerxes al II-lea (405-362 î.Hr.). Cultul lui Mithra s-a răspândit și în exteriorul Iranului ajungând în Imperiul Roman în anul 100 d.Hr., prin intermediul soldaților latini, cultul lui Mithra fiind un cult exclusiv pentru bărbați. Era cunoscut sub titlul "Deus Sol Invictus". Împăratul roman Commodus a fost inițiat în cultul lui Mithra, sărbătoarea cea mai importantă în cinstea zeului fiind nașterea sa pe 25 decembrie. După convertirea lui Constantin cel Mare la creștinism, în anul 313 d.Hr., cultul acestui zeu persan a cunoscut un declin puternic. Senzația de reînviere a gloriei acestuia din perioada lui Iulian Apostatul (331-363), a fost urmată mai târziu de dispariția completă a lui din lumea romană. Cultul lui Mithra a pătruns și în Dacia după cucerirea traiană din 106 d.Hr.